# آبیکیو (بریکینگ بد)
«آبیکیو» یازدهمین قسمت از فصل سوم سریال تلویزیونی آمریکایی بریکینگ بد و سی و یکمین قسمت از کل این سریال است. این قسمت توسط جان شیبان و توماس اشنوز نوشته شده و توسط میشل مک‌لارن کارگردانی شده است. عنوان این قسمت اشاره به شهر آبیکیو، نیومکزیکو، جایی که جورجیا اوکیف خانه و استودیو داشت.

## داستان
در یک فلاش بک، جسی پینکمن و جین مارگولیس از موزه جورجیا اوکیف بازدید می‌کنند و نقاشی او را در آخرین درب من مشاهده می‌کنند. آنها درباره معنای آن بحث می‌کنند قبل از اینکه جین به این نتیجه برسد که اوکیف صرفاً سعی می‌کرد یک احساس خوب را ماندگار کند.
در حال حاضر، هنک شریدر از فیزیوتراپی خود ناامید است. ماری صورتحساب درمان را به اسکایلر وایت می‌دهد تا همانطور که قبلاً در مورد آن صحبت کردند پرداخت کند. والتر وایت تلاش می‌کند با پول مواد مخدر خود بپردازد، اما اسکایلر اصرار دارد که منبع باید «غیرقابل استیضاح» باشد. والت او را به ملاقات سال گودمن می‌برد، کسی که در گذشته پول‌هایش را می‌شست. اسکایلر به خاطر شخصیت تند و تیزش و طرحش برای خرید یک دستگاه برچسب لیزری به تعویق می‌اندازد. در عوض، او یک سرمایه‌گذاری تجاری باورپذیرتر را پیشنهاد می‌کند: کارواشی که والت قبلاً در آن کار می‌کرد . سال مخالفت می‌کند، اما اسکایلر با مدیریت کارواش کمک می‌کند. والت نگران است که این امر او را مسئول اعمال خود می‌کند، اما او فاش می‌کند که هرگز درخواست طلاق نکرده است، بنابراین امتیاز همسر اعمال می‌شود.
والت به جسی هشدار می‌دهد که از مت‌آمفتامین که تولید می‌کنند، کم شده است. جسی آنچه را که دزدیده است به بجر و اسکینی پیت می‌برد تا آنها بتوانند آن را در یک جلسه معتادان گمنام بفروشند. آنها از فروش به معتادان در حال بهبودی خودداری می‌کنند، بنابراین جسی با برقراری گفتگو با آندریا کانتیلو، یک تازه وارد این جلسه نشان می‌دهد که چقدر آسان است. او به زودی به آندریا وابسته می‌شود در حالی که به طور مخفیانه تلاش می‌کند تا مواد مخدر به او بفروشد. آندریا او را به خانه دعوت می‌کند، جایی که جسی متوجه می‌شود که پسری به نام براک دارد. جسی متوجه می شود که آندریا یک برادر کوچکتر به نام توماس دارد، اگرچه او در ابتدا حاضر به صحبت در مورد او نیست. آندریا بعداً به آن‌ها پیشنهاد می‌کند که از مت‌آمفتامین استفاده کنند، اما جسی اکنون که می‌داند فرزندی دارد آن را رد می‌کند. آندریا اصرار دارد که می‌خواهد از رفتن براک به همان مسیری که توماس که یک دلال رقیب را به عنوان بخشی از شروع یک باند مواد مخدر تیراندازی کرد، اجتناب کند. جسی تشخیص می‌دهد که داستان با جزئیات قتل کمبو در چند ماه قبل مطابقت دارد. 
گاس والت را برای یک شام خصوصی به خانه‌اش دعوت می‌کند. او به والت می گوید که از نداشتن مربی پشیمان است و به او هشدار می‌دهد که هرگز یک اشتباه را دوبار انجام ندهد. روز بعد، جسی به گوشه‌ای می‌رود که کومبو در آن کشته شد. او توماس را در آنجا پیدا می‌کند و تایید می‌کند که برای یک باند مواد مخدر کار می‌کند. جسی بی سر و صدا دور می‌شود و عصبانی می‌شود.

## تولید
این قسمت توسط جان شیبان و توماس اشنوز نوشته شده است و توسط میشل مک‌لارن کارگردانی شده است. در ۳۰ مه ۲۰۱۰ از شبکه ای‌ام‌سی در ایالات متحده و کانادا پخش شد.

## پذیرش

### بیننده
پخش اصلی اپیزود توسط ۱٫۳۲ میلیون نفر مشاهده شد، که نسبت به ۱٫۲۰ میلیون قسمت قبلی،«پرواز» افزایش یافته است.

### بررسی‌ها
ست آمیتین از آی‌جی‌ان به اپیزود امتیاز ۸٫۹ از ۱۰ داد و اظهار داشت: « بریکینگ بد یکی از معدود برنامه‌های تلویزیونی است که داستان‌ها و شخصیت‌های شگفت‌انگیزی دارد، نه فقط در هر قسمت، بلکه در کل سریال. آبیکیو نمونه عالی این بود.»
دونا بومن از ای.وی. کلاب به اپیزود امتیاز A- داد و خاطرنشان کرد: «در این فصل به طور فزاینده‌ای آشکار شده است که بریکینگ بد چقدر سریع تصمیم گرفته است که در محل شروع خود حرکت کند.»
در سال ۲۰۱۹، سایت رینگر «آبیکیو» را در رتبه ۴۹ از ۶۲ قسمت بریکینگ بد قرار داد.

## یادداشت
1. ↑  As depicted in "Mandala".